# Olga Zwolak
Olga Zwolak (ur. 14 maja 1975) – polska judoczka.
Była zawodniczka KS AZS AWF Warszawa (1989-2000) oraz AKS Strzegom (1990) i KS AZS-AWF Wrocław (1996). Srebrna medalistka mistrzostw Polski OPEN seniorek 1998 w kategorii powyżej 60 kg.